# Tour della nazionale maschile di rugby a 15 della Scozia 2014

## Risultati
| Arbitro: | Pascal Gaüzère |

|                |      |                                    |
|                | mt   | 15’ T. Visser 31’ tecnica 66’ Hogg |
|                | tr   | 15’, 31’, 66’ Laidlaw              |
| 11’, 51’ Wyles | c.p. | 6’ Laidlaw                         |

| Arbitro: | Mike Fraser |

|                              |      |                               |
| 22’ Hassler                  | mt   | 27’ Gilchrist                 |
|                              | tr   | 28’ Laidlaw                   |
| 20’, 43’, 51’, 70’ Pritchard | c.p. | 2’, 38’, 71’ Laidlaw 60’ Hogg |

| Arbitro: | John Lacey |

|                              |      |                    |
| 13’ Ortega Desio 59’ Tuculet | mt   | 6’ Hogg 73’ Pyrgos |
|                              | tr   | 6’ Weir            |
| 42’, 57’ N. Sánchez          | c.p. | 55’, 70’, 78’ Weir |
| 27’ Sánchez                  | drop |                    |

| Arbitro: | Glen Jackson |

|                                                                            |      |              |
| 3’, 51’ Coetzee 10’ le Roux 16’, 61’ Mvovo 56’ Pietersen 64’, 78’ de Jager | mt   |              |
| 4’, 11’, 52’, 62’, 65’ Pollard 79’ Boshoff                                 | tr   |              |
| 44’ Pollard                                                                | c.p. | 7’, 36’ Weir |